# Capo Fioccano
Capo Fioccano (in dialetto locale Capo e' Ciuccano), è un rione di Nocera Inferiore. Fa parte del quartiere Metropolitano.

## Geografia

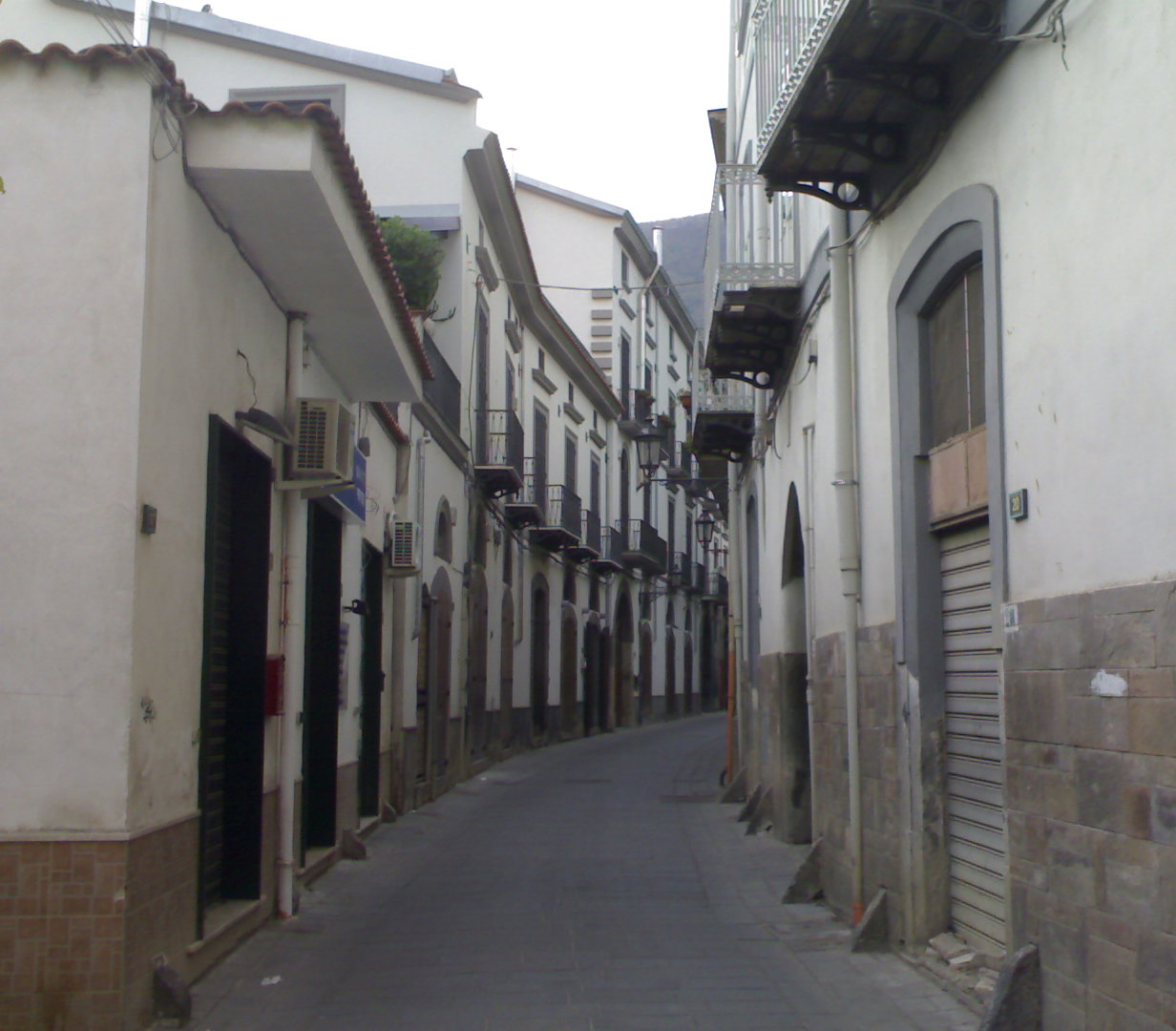
La caratteristica via Origlia

Locato nel pieno centro cittadino copre una vasta area della città, il suo nucleo antico ha la classica caratteristica dei casali nocerini del centro storico, ovvero è costruito in spiovenza toccando la SS 18, a differenza dei primi, però, il nucleo di Capo Fioccano resta un'unicità se lo si considera come l'unico antico casale che non si è formato lungo l'asse del corso vecchio, partendo da Piazzale D'Amora.
L'altra sua particolarità è la costruzione in curva di tutta via Origlia.
Parte del rione sono anche le aree di via Fucilari, via Publio Sizio e parte della moderna via Cucci, confina coi rioni San Matteo e Gelsi.

## Storia
Una delle prime attestazioni del villaggio di Fioccano si ha nel 994, dove viene riportata l'esistenza di una chiesa di Sancti Petri ad Floccanum, la chiesa di  non rientrava tra le principali della città a causa delle scarse risorse in termini di proprietà che disponeva.  Nel 1047 invece viene riportato come ubi floccanu dicitur in un documento del Codex diplomaticus cavensis.
Tale villaggio, seppe sfruttare la locazione lungo l'antica via Stabiana (oggi Corso Vittorio Emanuele II), fuori dalle mura della città medievale. Inoltre la zona copriva diversi ettari di terra coltivabile ed alberi, come si evince dagli atti. Commercialmente il villaggio era abbastanza agiato e poteva sfruttare la posizione in cui si formò. Accanto alla chiesa di San Pietro, fu eretta la chiesa di Santa Maria del Presepe nel XVI secolo, la quale in breve tempo risultò la proprietaria della più antica chiesa, che risultava essere poco più di un rudere già alla fine del '500. Dal XV/XVI secolo, fece parte dell'Università di Nocera Corpo con i casali di Fioccano, Piazza di Fioccano e di  Fucilari. Intorno alla metà del '500, nella piazza di Fioccano, la famiglia dei duchi di Nocera, i Carafa, fece erigere un convento, affidato poi agli agostiniani.
Nel 1809 il convento fu chiuso, abbattuto nel 1967, oggi ne resta solo la chiesa, la attuale Chiesa di Santa Maria del Presepe.
Dal 1806 al 1834 fece parte del comune Nocera Corpo, dal 1851 è parte di Nocera Inferiore.
Nei secoli, il villaggio storico di Fioccano è andato pian piano sparendo, inglobato dal centro cittadino e dalle piazze nocerine.. Negli anni '60, fu teatro del sacco edilizio, che vide la nascita delle aree edificate di Via Cucci e via Fucilari. 
Il casale venne definito "capo" per indicare uno dei limiti – capi – della via pubblica che rappresentava uno degli assi principali della città rinascimentale e moderna. L'altro limite era il rione del Casale denominato, appunto, Capocasale.

## Il convento agostiniano e la chiesa di Santa Maria del Presepe

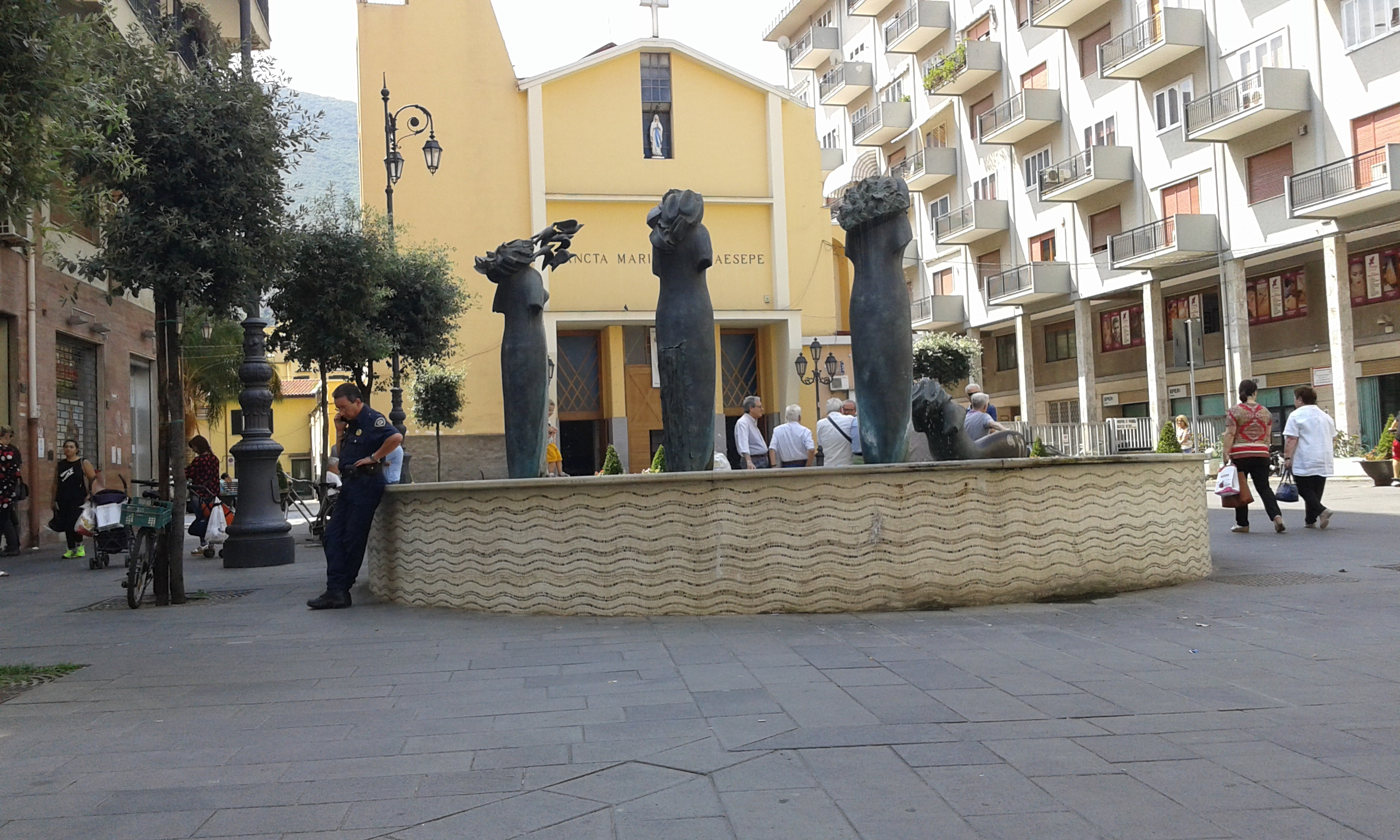
La chiesa vista da Piazza Amendola

Alla metà del XVI secolo, nella città di Nocera dei Pagani presero potere i napoletani duchi Carafa, nella piazza di Fioccano, l'attuale Piazza Amendola, fecero erigere una chiesa, accanto ai ruderi della struttura medievale di San Pietro, insieme ad un convento, che fu terminato dal duca Alfonso Carafa col nome di Sancta Maria ad Praesepe. Nel 1577 fu affidato all'ordine degli agostiniani.
Nel 1809, il convento fu chiuso. Nel 1839, la struttura fu riaperta e la chiesa divenne autonoma dalla pertinenenza della Chiesa madre di San Matteo, di cui era tributaria. Nel 1967, l'intero complesso fu abbattuto. Resistette solo l'area della chiesa che, rimaneggiata e rimodernizzata, domina ancora oggi piazza Amendola e piazzale D'Amora. 
La chiesa è parte della forania di Nocera Inferiore, nella Diocesi di Nocera Inferiore-Sarno.

## La Fontanadella Fertilità

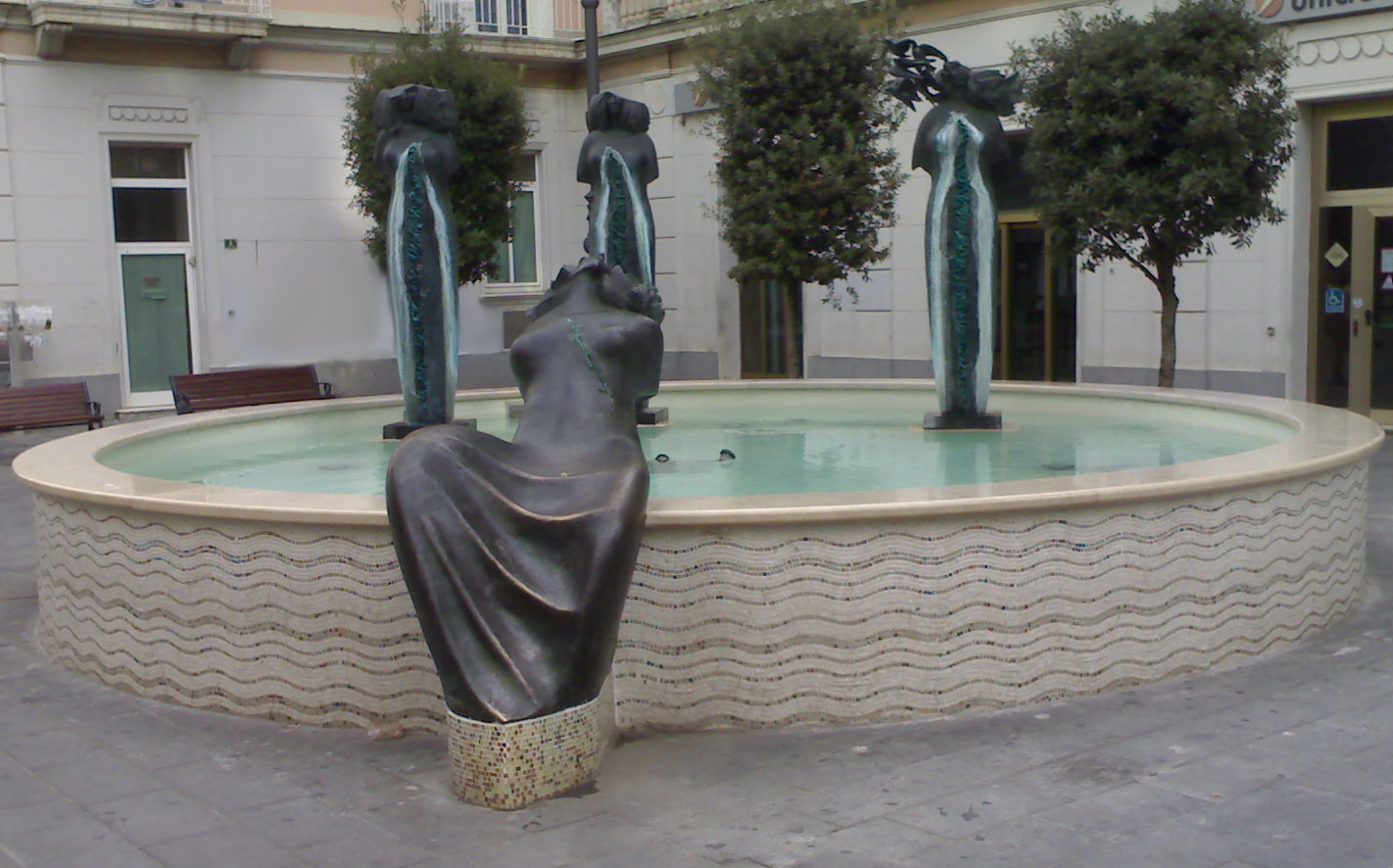
La Fontana della Fertilità

È sita a piazza Amendola, di fronte alla moderna chiesa di Santa Maria del Presepe. Realizzata nel 2007 dallo scultore nocerino Onofrio Pepe e fusa dalla Fonderia Artistica Ferdinando Marinelli di Firenze, rappresenta il simbolo della ricostruzione nocerina di questi ultimi anni. Fa parte di un piccolo complesso monumentale che vede altre due statue bronzee ai lati dell'adiacente piazza Diaz. Il gruppo è formato da quattro statue, di cui tre poste all'interno della fontana dalle quali sgorgano dei riottoli di acqua, e una, femminile, seduta sul bordo di essa.